# Tore Zetterholm
Tore Zetterholm (Estocolmo, 4 de octubre de 1915 - Höganäs, 9 de noviembre de 2001) fue un escritor, traductor y periodista sueco; debutó en 1940 con Stora Hoparegränd och himmelriket en 1940. En 1978 recibió el Premio Dobloug de la Academia Sueca. Zetterholm fue un escritor polifacético que incursionó en cuentos, guiones, novelas y teatro. 